# دنكان دوكيواري
دنكان دوكيواري (بالإنجليزية: Duncan Dokiwari) مواليد 15 أكتوبر 1973 في بورت هاركورت، هو ملاكم نيجيري يصنف ضمن فئة الوزن الثقيل. شارك في دورة الألعاب الأولمبية الصيفية.

## إحصائيات
خاض خلال مسيرته 28 نزالا، فاز في 25 ولم يتعادل وخسر في 3. فاز بالضربة القاضية في 22 نزالا.

## الميداليات
| الميدالية | المسابقة                       |
| --------- | ------------------------------ |
| برونزية   | الألعاب الأولمبية الصيفية 1996 |
| ذهبية     | ألعاب عموم أفريقيا 1995        |
| ذهبية     | دورة ألعاب الكومنولث 1994      |

## روابط خارجية
- دنكان دوكيواري على موقع بوكس ريك (الإنجليزية) (registration required)
- دنكان دوكيواري على موقع اللجنة الأولمبية الدولية (الإنجليزية)
- دنكان دوكيواري على موقع أوليمبيديا (الإنجليزية)
- دنكان دوكيواري على موقع اتحاد ألعاب الكومنولث (مؤرشف) (الإنجليزية)